# Megabalanus
Megabalanus är ett släkte av storvuxna havstulpaner. 

## Kännetecken
Megabalanus är som andra havstulpaner fastsittande (sessila) kräftdjur med ett skal av kalciumkarbonat. Arterna i släktet är storvuxna och djurens skal, som består av fem plattor, kan mäta upp till 7 centimeter i längd.

## Ekologi
Som andra havstulpaner livnär sig Megabalanus som filtrerare. Vanligen lever de i den lägre intertidala zonen. Många arter bildar täta grupper, eller kluster, som kan bestå av några eller något tiotal individer, ibland något fler.
Att bilda större täta grupper är för många havstulpaner ett sätt att hävda sig i konkurrensen om utrymme med andra organismer, som skålsnäckor och musslor. Megabalanus hävdar sig dock främst genom att snabbt växa till en stor storlek. Den större storleken gör dem mindre utsatta för predation av andra djur, men gör dem tillräckligt stora för att vara värda att skörda för mänsklig konsumtion. Arten Megabalanus azoricus skördas, kokas och äts som en delikatess på Azorerna.

## Arter
World Register of Marine Species inkluderar följande arter i släktet:
| - Megabalanus ajax (Darwin, 1854) - Megabalanus antillensis (Pilsbry, 1916) - Megabalanus azoricus (Pilsbry, 1916) - Megabalanus californicus (Pilsbry, 1916) - Megabalanus clippertonensis Zullo, 1969 - Megabalanus coccopoma (Darwin, 1854) - Megabalanus concinnus (Darwin, 1854) - Megabalanus costatus (Hoek, 1913) - Megabalanus crispatus (Schröter) Darwin, 1854 - Megabalanus decorus (Darwin, 1854) - Megabalanus dolfusii (de Alessandri, 1907) - Megabalanus dorbignii (chenu, 1843) - Megabalanus galapaganus (Pilsbry, 1916) - Megabalanus giganteum (Kolosváry, 1949) - Megabalanus honti (Kolosváry, 1950) - Megabalanus hungaricus (Kolosváry, 1941) - Megabalanus javanicus (Whithers, 1923) - Megabalanus leganyii (Kolosváry, 1950) - Megabalanus multiseptatus (Ross, 1964) | - Megabalanus occator (Darwin, 1854) - Megabalanus peninsularis (Pilsbry, 1916) - Megabalanus plicatus (Hoek, 1913) - Megabalanus rosa (Choi, Anderson & Kim, 1992) - Megabalanus seguenzai (de Alessandri, 1895) - Megabalanus spinosus (Gmelin, 1791) - Megabalanus stultus (Darwin, 1854) - Megabalanus tanagrae (Pilsbry, 1928) - Megabalanus tintinnabulum (Linnaeus, 1758) - Megabalanus transsylvanicus (Kolosváry, 1950) - Megabalanus transversostriatus (Beurlen, 1958) - Megabalanus tulipiformis (Ellis, 1758) - Megabalanus validus Darwin, 1854 - Megabalanus venezuelensis (Weisbord, 1966) - Megabalanus vesiculosus (Darwin, 1854) - Megabalanus vinaceus (Darwin, 1854) - Megabalanus volcano (Pilsbry, 1916) - Megabalanus xishaensis (Ren & Liu, 1978) - Megabalanus zebra Russell et al., 2003 |

## Bildgalleri

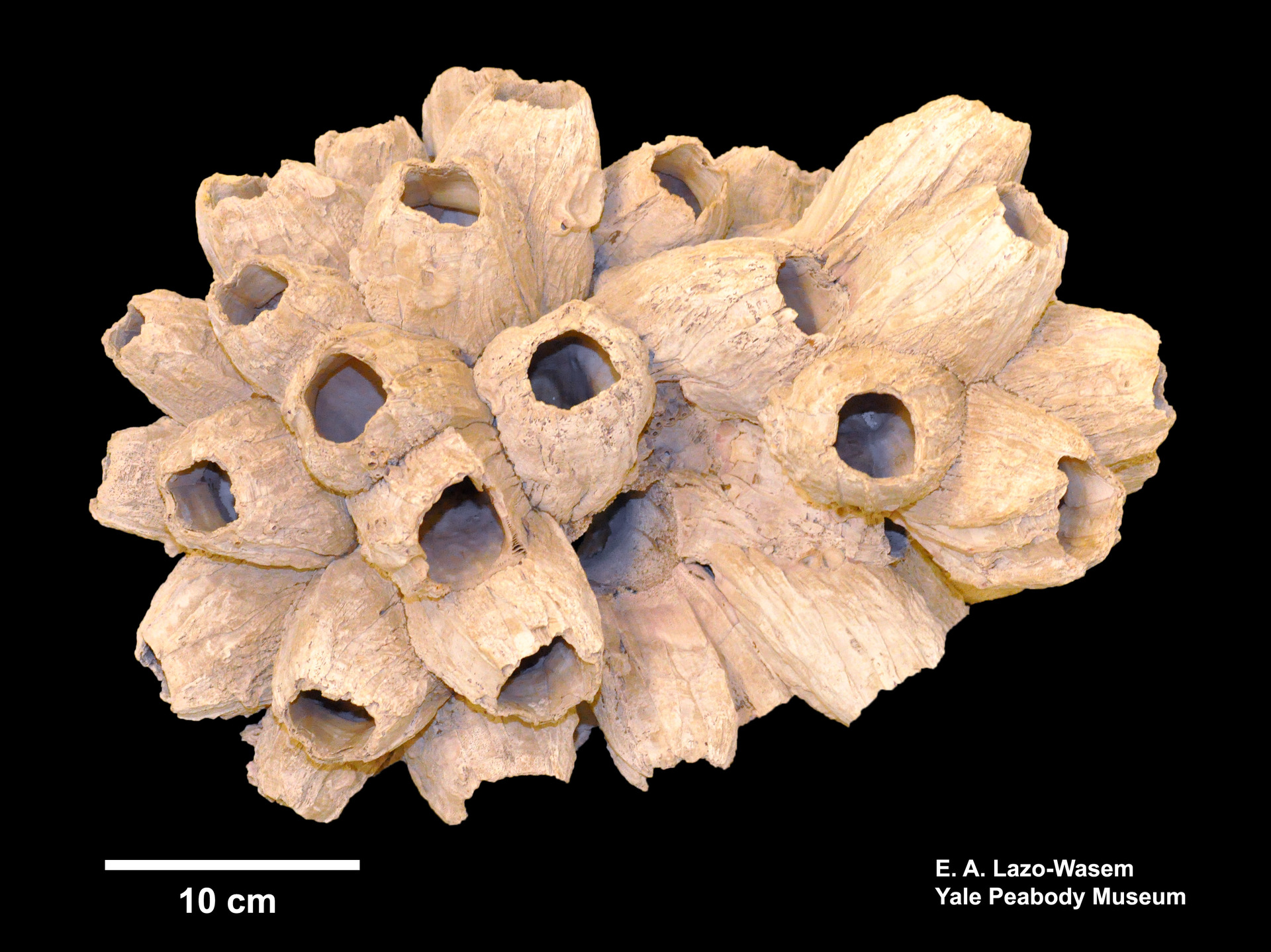
Megabalanus
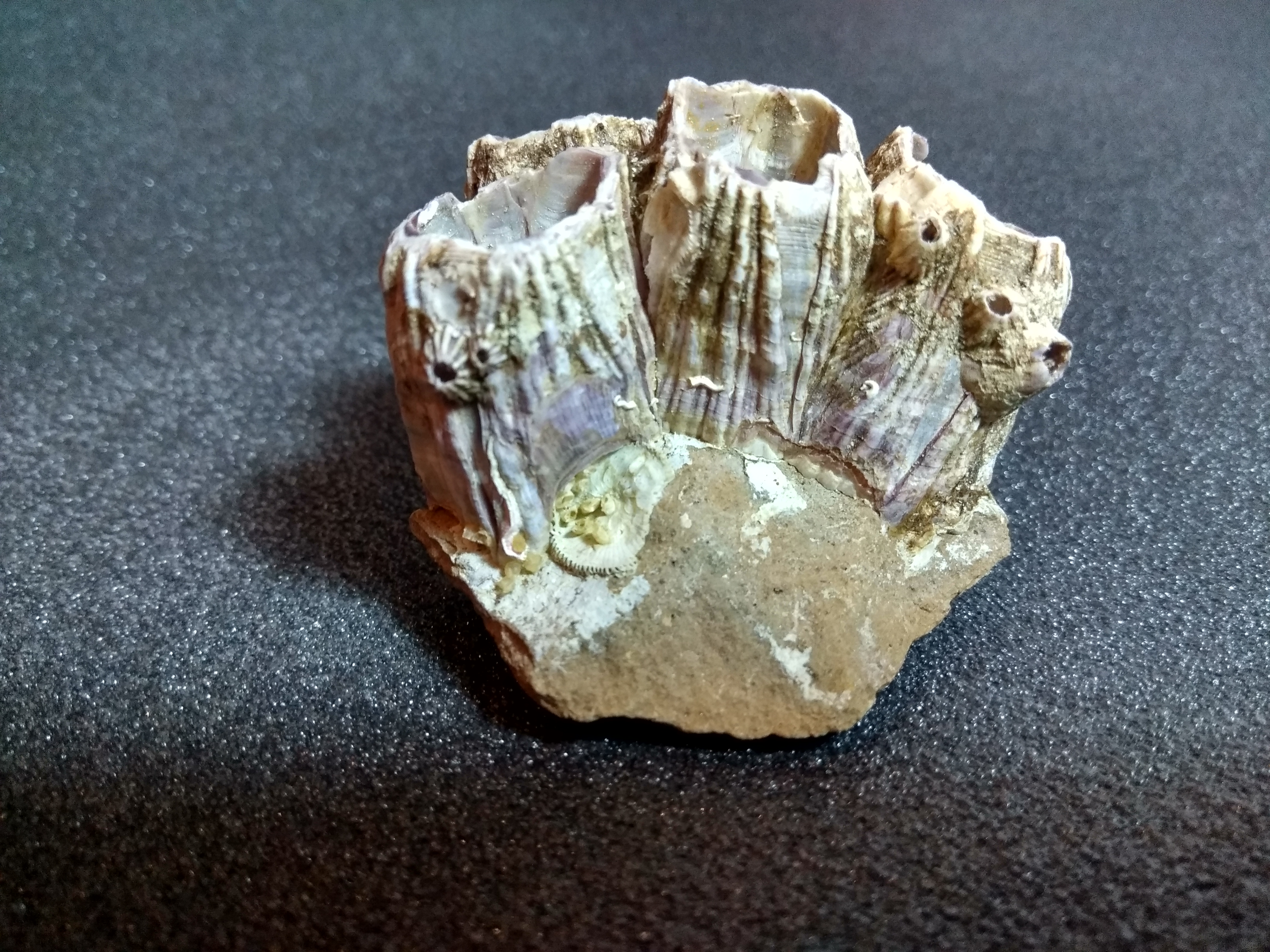
M. azoricus
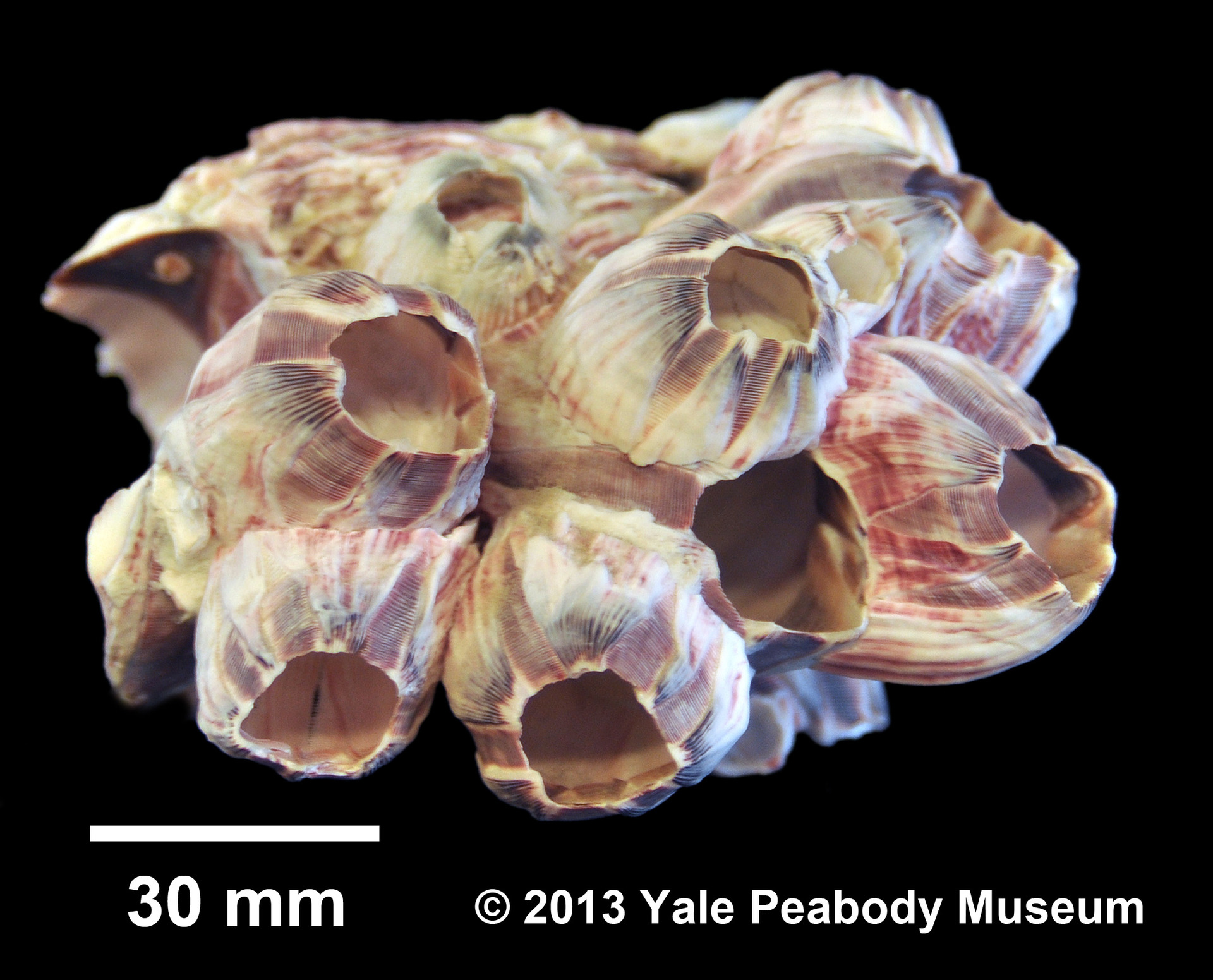
M. tintinnabulum
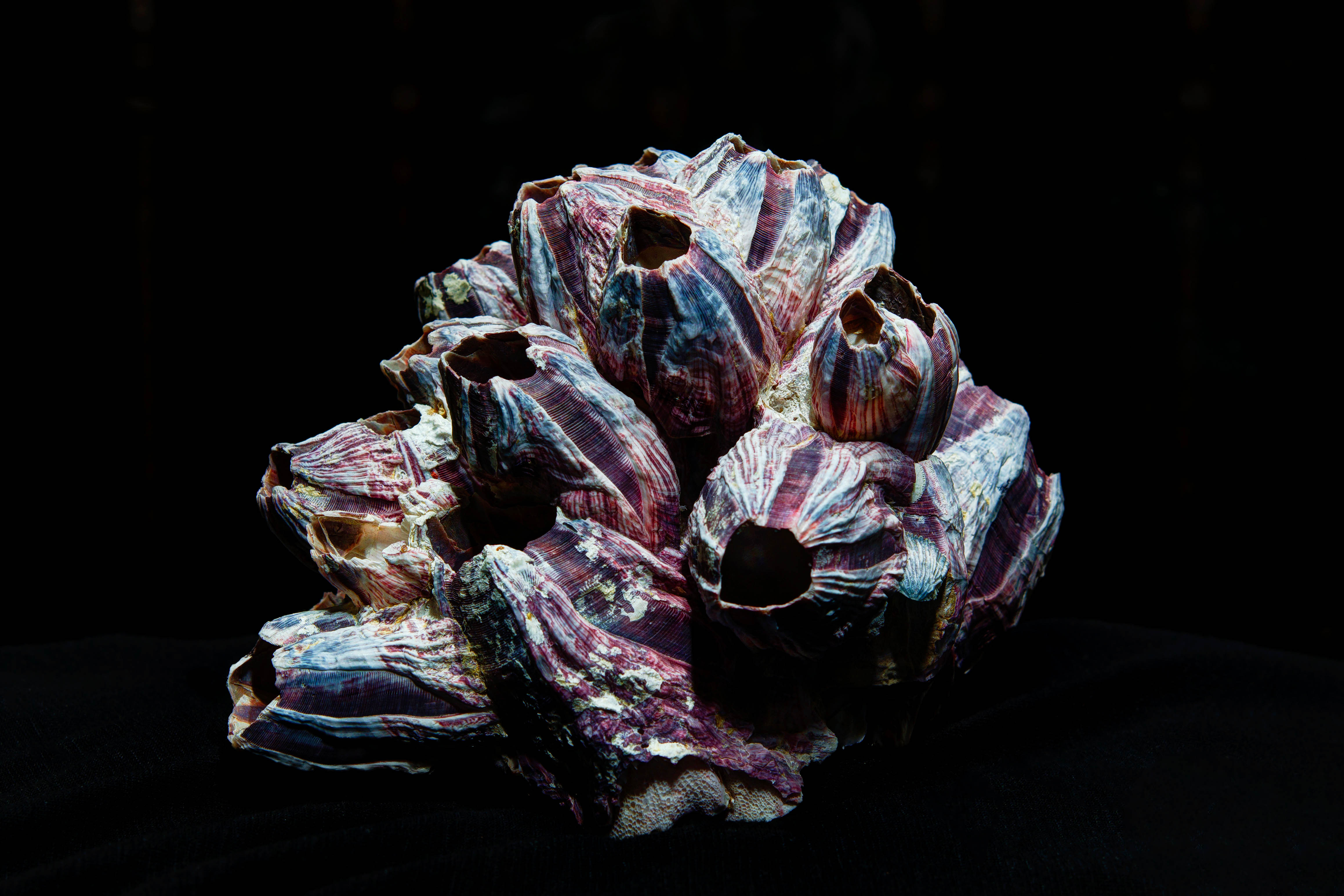
M. coccopoma